# Études d'ingénieurs aux États-Unis
Aux États-Unis, les ingénieurs peuvent recevoir un diplôme allant du baccalauréat des sciences (4 années d'études supérieures) à la maîtrise des sciences ou en génie qui ajoute 1 à 2 années de spécialisation selon les universités après le baccalauréat, et qui est reconnu sur le marché du travail américain comme ingénieur avec 2 années d'expérience.
Les docteurs sont formés à l'université et sont reconnus comme ingénieur avec plusieurs années d'expérience s'ils exercent en entreprise. Certaines universités américaines sont connues à l'échelle mondiale (Harvard, Yale, MIT, Cornell, Princeton, Stanford, UCLA, etc.).
À moins d'obtenir une bourse d'études d'une institution fédérale, d'État, privée ou de l'université, les études en université américaine sont coûteuses (environ 20 000 $/an de droits de scolarité dits « tuition fees »).
Le diplôme d'ingénieur généraliste existe. Leur formation ou expérience en entreprise évolue selon une échelle qui va du niveau Engineer I dit "Entry Level" à Engineer IV. Les niveaux II dit Junior, III dit Senior et IV sont atteignables après plusieurs années d'expérience.